# 西遼

西遼

1200年頃の西遼の支配領域

西遼（せいりょう、拼音: Xī Liáo）は、1132年から1218年までトルキスタンに存在した国。1124年に、金に滅ぼされた遼の皇族である耶律大石が中央アジアに逃れて建てた国家である。
中国史料では遼の皇族による国家であるために「西遼」と呼ばれている。ペルシア語などのイスラーム史料からはカラ・キタイ（ قرا ختاى Qarā Khitā'ī：カラー・ヒターイー）と呼ばれる。この語は「黒い契丹」「強力な契丹」の意味とされるが、正確な意味は明らかになっていない。明代に成立した類書『三才図会』では、西遼を指す名称として「黒契丹」という語が使われている。
西遼の君主はグル・ハン（ كور خان Kūr khān ＜ Gür χan 「世界のハン」、「ハンの中のハン」、「大いなるハン」、「勇敢なハン」などの意味）の称号を名乗り、イスラームの史家も西遼の君主をグル・ハンと呼んだ。
首都はクズオルド（虎思斡耳朶、quz ordu /غزباليغ Ghuzz-Balïγ グズオルド、フスオルド。契丹語で「堅固なオルド」の意。

## 歴史

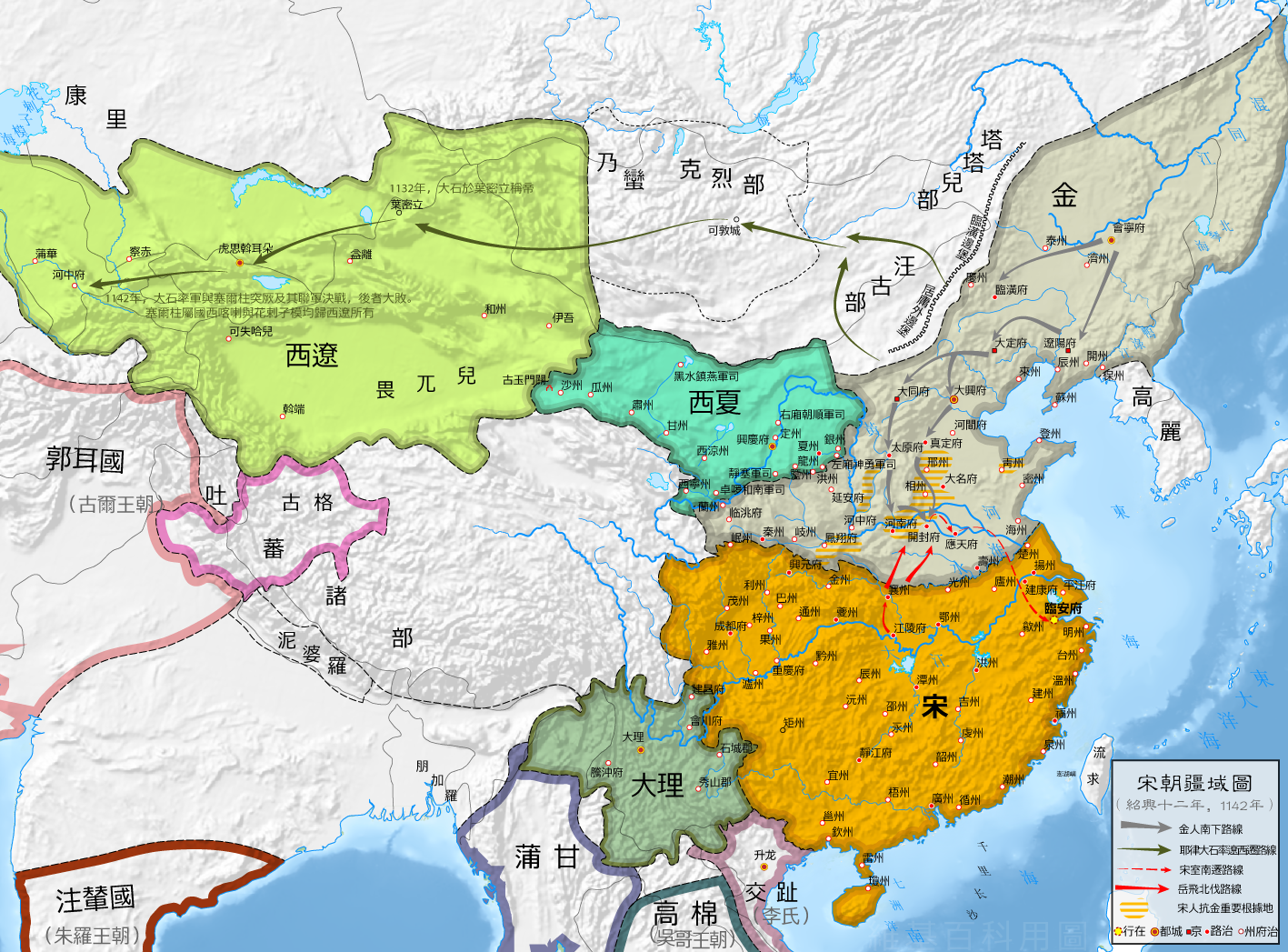
1142年頃の西遼と周辺国

西遼は自国の記録を残しておらず、これらの情報は中国史料とイスラーム世界の史料によるものである。

### 耶律大石の西走と勢力の伸張

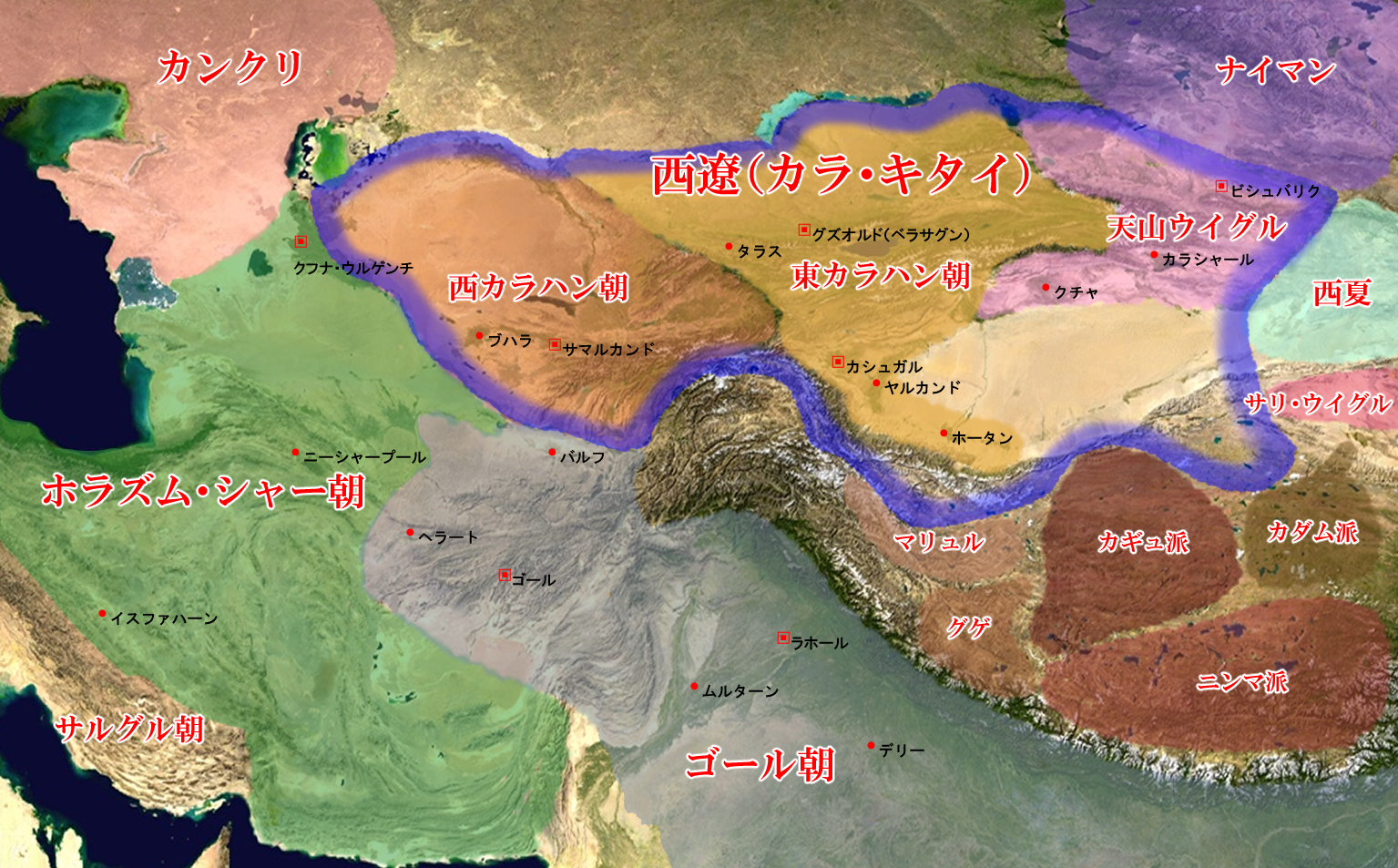
12世紀末の中央アジア

1124年2月、遼が金により滅ぼされる際に、皇族の耶律大石は一部の契丹族を率いてモンゴル高原の鎮州可敦城（現在のボルガン県付近）に逃れて、現地の諸部族の力を借りて天祐皇帝と称した。しかし、この地にも金の勢力が迫ってきたため、耶律大石はアルタイ山脈を越えて更に西へ移動する。移動に際してビシュバリクを本拠地とする天山ウイグル王国と衝突し、1131年にウイグル王国は耶律大石の部下を捕らえて金に引き渡した。東トルキスタンの横断に失敗した耶律大石は天山山脈の北方に進路を変え、1132年ごろにウイグルを臣従させる。さらにベラサグンを本拠地とする東カラハン朝から援助を求められると、東カラハン朝と敵対するテュルク諸部族を破った後、ベラサグンを占領した。ベラサグンを征服した耶律大石は町をクズオルドと改称して新国家の首都に定めた。
耶律大石は更に西への進出を図り、1137年にはホジェンド近郊で西カラハン朝のマフムード2世の軍を破って臣属させる。1141年に耶律大石は西カラハン朝の内訌に介入し、マフムード2世は叔父にあたるセルジューク朝のスルターン・サンジャルに助けを求め、要請に応じたサンジャルは自ら軍を率いて中央アジアに進軍する。1141年9月9日にカトワーンの戦いで西遼とセルジューク・西カラハン朝の連合軍が衝突し、西遼は勝利を収める。このセルジューク朝に対する戦勝がシリアの十字軍を通してヨーロッパに誤って伝えられ、キリスト教国の君主プレスター・ジョンの伝説を生むことになったとも言われている。さらに西遼はホラズム地方を劫略してホラズム・シャー朝のアトスズに対しても金30,000（もしくは3,000）ディーナールの歳幣を支払うよう講和させた。これにより西遼は西カラハン朝の領土とセルジューク朝の盟下にあったホラズム・シャー朝の宗主権を手中にし、当時のパミール以東のトルキスタンと西方のマー・ワラー・アンナフル、すなわち現在の東西トルキスタンに跨がる地域の支配を確立した。耶律大石の領土拡大の野心は薄く、支配領域はホラズム地方の一部とブハラを含む領域にとどまった。
1143年、耶律大石は遼の故地の奪還を願って70,000の親征軍を金に対して出発させるが、行軍中に58歳で病死し、東征は中止された。
耶律大石の死後、その子の耶律夷列が跡を継いだ。即位当時の耶律夷列は幼く、1150年まで耶律大石の后の蕭塔不煙が摂政として夷列を後見した。1163年に夷列が没し、その子が成人するまでの間、夷列の妹である普速完が摂政として幼帝を後見した。1172年にホラズム・シャー朝で起きた内訌では、西遼は王位を要求するホラズム王子アラーウッディーン・テキシュを支援する。後にテキシュが貢納の支払いを拒否すると、西遼はテキシュと王位を巡って対立していたジャラールッディーン・スルターン・シャーに援軍を送った。

### 衰退
1177年に不倫が原因で普速完が殺害され、耶律夷列の次男の耶律直魯古が即位する。
即位した耶律直魯古は政治を顧みずに狩猟と快楽に耽溺し、そのためにホラズム・シャー朝、ウイグル王国、 西カラハン朝の離反を招いた。さらにナイマン族の移動とホラズム・シャー朝が扇動したムスリム住民の反乱により、帝国の衰退が始まった。
他方、西方ではホラズム・シャー朝のテキシュがイラクのセルジューク朝を滅ぼし、勢力を拡大した。テキシュの死後にスルターンに即位したアラーウッディーン・ムハンマドはアフガニスタンから北進してきたゴール朝を撃退し、マー・ワラー・アンナフルとホラーサーン全域・東部イランを掌握して勢力を増す。サマルカンド周辺を領有していた西カラハン朝の最後の君主オスマーンは西遼への貢納の支払いに耐えかね、アラーウッディーンに西遼への攻撃を促した。1208年頃にアラーウッディーンは貢納の取り立てに来た西遼の官吏を殺害し、軍勢を率いて東進したが、西遼軍はこれを破りアラーウッディーンの捕縛に成功した。しかし、程なくホラズム・シャー朝軍の工作によって、アラーウッディーンは逃亡する。
1208年、耶律直魯古はチンギス・カンとの戦いに敗れたナイマンのクチュルクを皇女の婿として迎え入れる。しかし、クチュルクは離散したナイマンの遊牧民を糾合して反乱を起こし、ナイマンと同じくモンゴルに敗れたメルキトの部衆もクチュルクの軍に加わった。クチュルクはホラズム・シャー朝と同盟してウーズガンドの宝物庫の略奪を図るが、耶律直魯古はクチュルクの軍を破り、彼の部下の多くを捕虜とした。
1209年にウイグル王国は西遼から派遣された徴税人の搾取に反発し、徴税人を殺害してモンゴル高原で勢力を蓄えたモンゴル帝国に帰順した。1210年に再びアラーウッディーンがオスマーンと合同してスィル川を渡って進軍。スィル川東岸のバナーカトにおいて将軍ターヤンクー率いる西遼軍は撃破され、西トルキスタンを奪われる。アラーウッディーンのスィル川での勝利に呼応して彼を君主として迎えるべく首都ベラサグンでも叛乱が起き、耶律直魯古はこれを討伐せねばらならなかった。ベラサグンの叛乱鎮圧後の軍議が散会した隙を突かれ、1211年（もしくは1212年）にクチュルクは耶律直魯古を捕らえ、帝位を簒奪した。
1213年に耶律直魯古は没し、遼の皇統は断絶する。

### モンゴル襲来と滅亡
クチュルクはアルマリクの部族長オザルを服従させようとし、町を数度攻撃した後に奇襲によってオザルを殺害する。さらにトルキスタンの主要都市であったカシュガルとホータンを武力で屈服させ、ホータンでは自ら主催した宗教討論の席上で現地のウラマーを怒りに任せて拷問にかけるなどしたため、ムスリム住民からの反発を招いた。
そして1218年に、西遼はモンゴル帝国の将軍のジェベの攻撃を受ける。カシュガルを攻撃した際にジェベは住民に信仰の自由を約束し、これを聞いた住民たちは自分たちの家に配備されたクチュルクの兵士を殺害した。クチュルクはパミール高原付近のバダフシャーンに逃亡するものの、モンゴル軍に捕らえられ処刑された。
その後、モンゴル帝国の領地が分配されるに当たり、この西遼の故地はチンギス・カンの次男のチャガタイに与えられた。チャガタイ・ハン国の領土は、ほぼ西遼のそれに合致する。
また、アラーウッディーン・ムハンマドにスィル河畔で敗れたターヤンクーにはバラク・ハージブという兄がおり、この戦いの後にホラズム・シャー朝に仕えケルマーンのカラヒタイ朝の始祖となった。バラク・ハージブとターヤンクーの一族は約80年の間ケルマーンに地方政権の君主として君臨するが、1306年にイルハン朝のオルジェイトゥ・ハンによって支配権を没収された。

## 社会

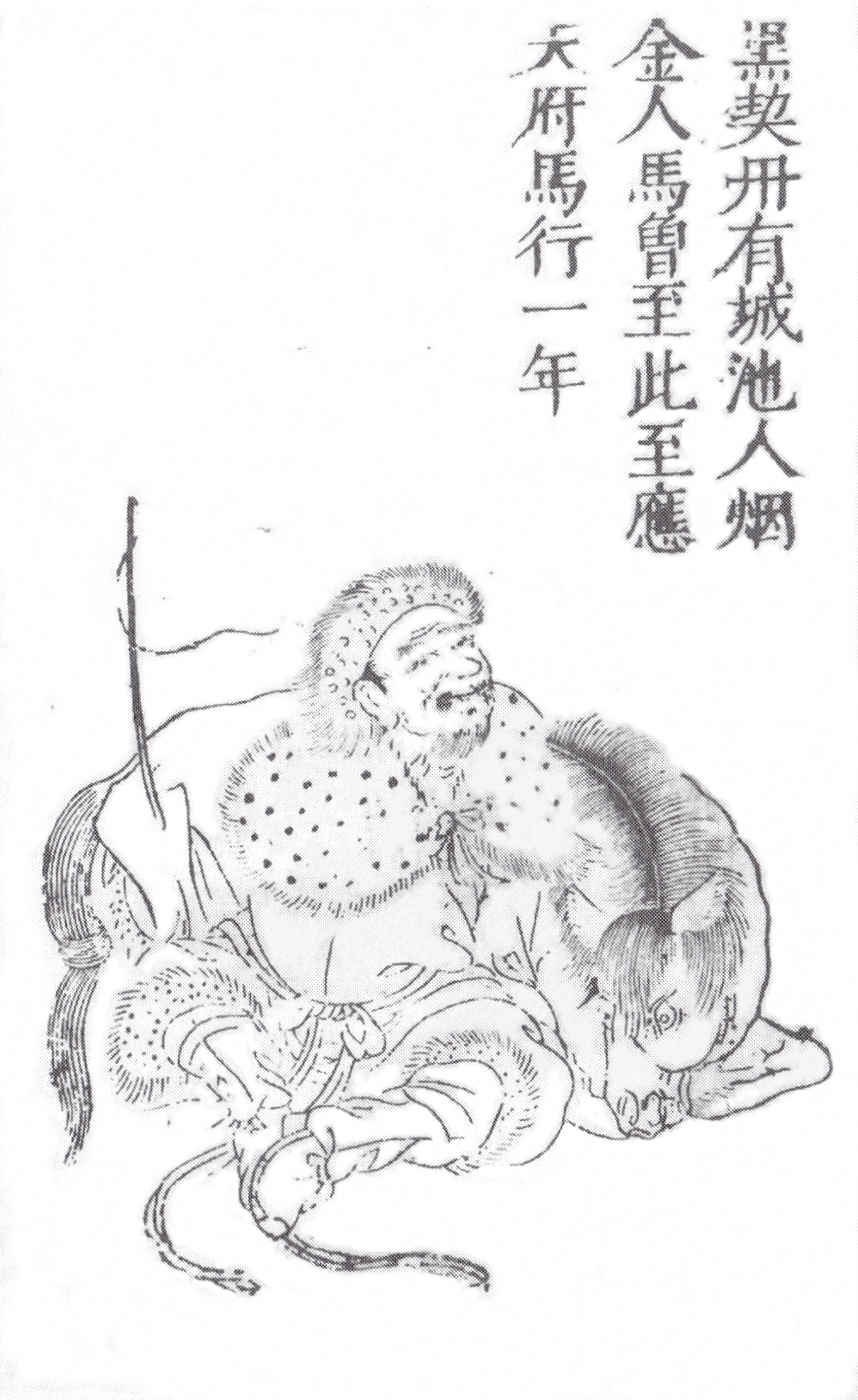
『三才図会』に描かれた黒契丹人と馬

### 中国文化の継承
遼の復興を掲げて建てられた西遼では、故国の中国文化が継承されていた。中国式の元号が使用され、君主の没時には廟号が追贈された。行政府は遼と同じく南北二院に分かれており、駅伝制が実施されていた。官庁では中国語と契丹語が公用語として使用されていたが、さらにペルシア語とウイグル語も使われていた。また、王朝では康国通宝という中国風の貨幣が鋳造されていた。
しかし、西遼の中国文化は支配下に置いていたオアシス都市のトルコ・イスラム文化にはほとんど影響を与えず、逆に支配層がイスラム文化の影響を受けた。

### 現地領主への統治の委任
西遼は広大な東西トルキスタンの地を征服したにもかかわらず、その征服地を臣下に分配することはなく、土着の領主に銀牌を授与してわずかな土地の支配権を認めていた。支配者である契丹人は少数派であり、軍隊の数は70,000を超えないと言われている。耶律大石の存命中に封土の分配は行われず、部下の指揮下に100人以上の人間は入れられなかった。契丹人はベラサグンの近辺で牧畜生活を営み、小監、バスカクと呼ばれた代官を派遣して徴税を行う以外にオアシス地帯の生活に深く干渉することは無かった。代官の派遣先では、イスラム国家で導入されている人頭税（ジズヤ）ではなく、中国式の戸数割の税制が布かれていた。西遼から代官が派遣されたウイグル王国はカガン、ハンといった王号を使用することはできなかったが、政治の実権はウイグル王が保持していた。西遼末期には代官は従属国で重税を課し、搾取に苦しんだ西カラハン朝、ウイグル王国の離反を招いた。
支配地の経営を現地の旧支配者に委任する、遊牧民の政治組織と都市文明を結合させた西遼の方針は後継のモンゴル帝国に引き継がれた。

### 宗教
支配層の契丹人の間では仏教が信仰されていたが、建国者である耶律大石をマニ教徒とする記録も残る。
カシュガル・ヤルカンド・ホータンなどのオアシス都市の住民の大部分はムスリムであり、彼らは交易に従事していた。西遼の支配者層はイスラームに改宗する事はなかったが、イスラームの知識人・学者は宮廷で厚遇を受けた。被支配者層の中にはマニ教を信仰する者もおり、カシュガルに置かれたネストリウス派キリスト教の司教区は、西遼に含まれるセミレチエ地方も管轄していた。ムスリムを危険視するクチュルクの治下では大規模な迫害が行われ、彼らの家には監視の兵士が配置された。モンゴルが西遼を征服した時、迫害から解放されたイスラム教徒は信仰の自由を大いに喜んだ。

## 歴代君主
1. 徳宗 耶律大石（タイシ、天祐帝、在位1124年 - 1143年） - 遼の太祖の八世の孫
2. 感天蕭太后 蕭塔不煙（タプイェン、在位1143年-1150年）- 耶律大石の後妻
3. 仁宗 耶律夷列（イリ、在位1150年 - 1163年）- 耶律大石の子
4. 承天太后 普速完（プスワン、在位1163年 - 1177年）- 耶律夷列の妹
5. 天禧帝 耶律直魯古（チルク、在位1177年 - 1211年） - 耶律夷列の子
6. 屈出律（クチュルク、在位1211年 - 1218年）- 耶律直魯古の女婿、ナイマン部出身

## 年号
1. 延慶（1132年 - 1134年）
2. 康国（1134年 - 1143年）
3. 咸清
4. 紹興
5. 崇福
6. 天禧